# Bobojong
Bobojong is een bestuurslaag in het regentschap Cianjur van de provincie West-Java, Indonesië. Bobojong telt 14.758 inwoners (volkstelling 2010).